# Ludwigia palustris
Ludwigia palustris este o specie de plantă erbacee din genul Ludwigia din familia Onagraceae.

## Descriere botanica

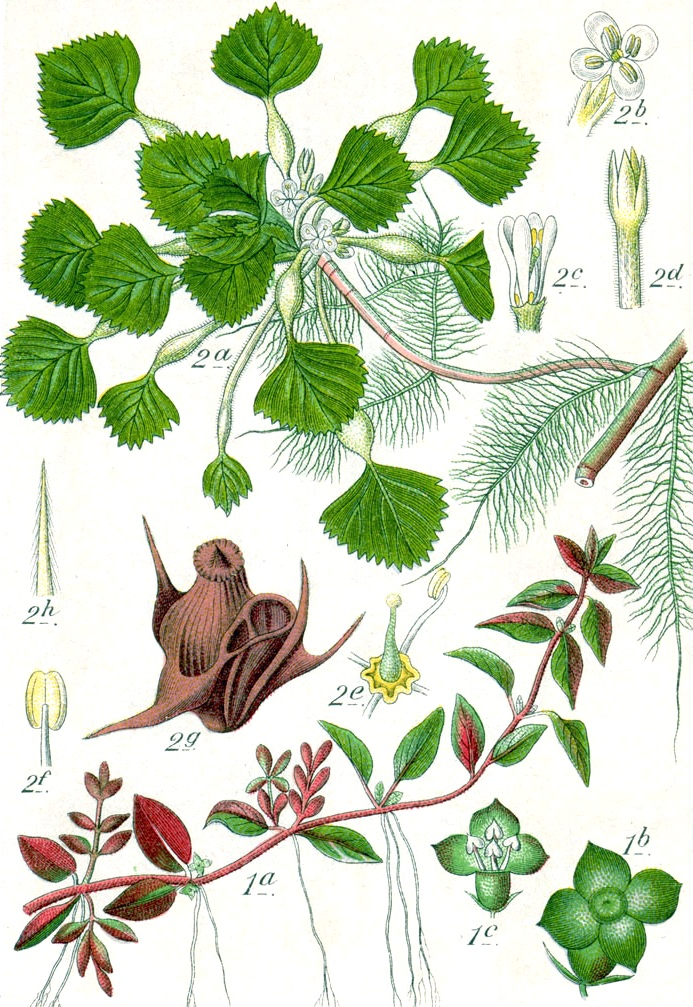
Ludwigia marsh (sub numărul 1). Ilustrație botanică de Jacob Sturm din Deutschlands Flora in Abbildungen, 1796

Plante erbacee anuale sau perene fără pubescență. Rizom târâtor, filiform. Tulpina erectă sau târâtoare, tetraedrică, netedă, verde pal, uneori cu o tentă roșie, (3)10—30(50) cm lungime. Frunze opuse, alungite, eliptice sau ovate, îngustându-se într-un pețiol, acute, întregi, de culoare verde-roșcat pal, strălucitoare, de 6—30 mm lungime. Stipulele sunt mici, în formă de veruci.
Flori solitare, situate la axila frunzelor. Bractee 2. Sepalele 4, ovate sau scurt-triunghiulare, acute, lungi de 1,5—2 mm, verzi, rămân în fructe. Lipsesc petalele . Stamine 4, mai scurte decât sepale. Ovarul este patrucelular. Coloana este filiformă; stigma capitat, bifid.
Fructul este o capsulă alungit-obovată, cvadrangulară, cu mai multe semințe, de culoare maro deschis, care se deschide cu găuri în partea superioară. Semințele sunt alungite, netede, lucioase, de culoare maro deschis, iar embrionul este rulat.
Înflorire în perioada mai—august (septembrie).

## Literatură
- Skvortsov A. K. Ludwigia palustris (L.) Ell. - Ludwigia palustris (L. Ell.) // Flora Europei de Est = Flora Europae Orientalis : în 11 vol. / volum editat și îngrijit de N. N. Tsvelev. - SPb. : Lumea și familia-95, 1996. - Vol. 9 : Clostridaceae : Dicotyledonous : [Schiricaceae - Rhymenoptera]. - С. 300-301. - 456 с. - 500 de exemplare. - ISBN 5-90016-28-X.
- Steinberg E. I. Ludwigia palustris (L.) Ell. - Ludwigia palustris (L. Ell.) // Flora URSS : în 30 vol. / A început sub conducerea și sub redacția lui V. L. Komarov. L. Komarov. - M ; L. Editura AS USSR, 1949. - Vol. 15 / editat de B.K. Șișkin, E.G. Bobrov. - С. 568. - 742 с. - 4000 de exemplare.

## Legături
- Ludwigia palustris: informații despre acest taxon în proiectul Plantarium (identificator de plante și atlas ilustrat al speciilor).  (accesat la 15 mai 2014)

1. ↑  The IUCN Red List of Threatened Species 2022.2[*] Verificați valoarea |titlelink= (ajutor);